# Ruhrstatut

Das im Ruhrstatut als Ruhr definierte Gebiet (rot) in Nordrhein-Westfalen

Als Ruhrstatut wird das am 28. April 1949 vom Vereinigten Königreich, Frankreich, den USA und den Beneluxstaaten auf der Londoner Sechsmächtekonferenz verabschiedete Abkommen über die Errichtung einer Internationalen Ruhrbehörde (engl. Agreement for an International Authority for the Ruhr, frz. Accord instituant l’Autorité internationale de la Ruhr) bezeichnet. Die Sowjetunion forderte vergeblich eine Beteiligung an diesem vorgesehenen Aufsichtsgremium und sah im Ruhrstatut ein Zeichen des Kalten Kriegs. Aufgabe der Ruhrbehörde war, die Produktion des Ruhrgebiets an Kohle, Koks und Stahl zu beaufsichtigen, auf dem deutschen und dem internationalen Markt zu verteilen und zugleich eine wirtschaftliche Konzentration zu verhindern. Die Behörde nahm im Sommer 1949 ihre Arbeit in Düsseldorf auf.
Das Abkommen begründete ein Aufsichtsrecht über die westdeutsche Schwerindustrie. Das Ruhrstatut war die Antwort auf die Ruhrfrage, die 1945 von Frankreichs Regierungschef Charles de Gaulle gestellt und auf die internationale Tagesordnung gesetzt worden war. Deren Beantwortung eröffnete die Gründung eines westdeutschen Staates nach Maßgabe der Frankfurter Dokumente. Der Zweck des Ruhrstatuts war es, die europäische Sicherheit zu gewährleisten und die wirtschaftliche Zusammenarbeit der europäischen Staaten zu fördern. Mit dem Petersberger Abkommen vom 22. November 1949 trat die Bundesregierung unter Konrad Adenauer dem  Ruhrstatut bei. Das Ruhrstatut wurde nach Errichten der Montanunion mit einem Auflösungsvertrag am 19. Oktober 1951 außer Kraft gesetzt.

## Inhalt und Umsetzung

### Bedeutung
Das Statut steckte den staatsrechtlichen Rahmen für die Internationale Ruhrbehörde ab, die von den Vertragsparteien eingerichtet wurde. Die gesamte Kohle-, Koks- und Stahlproduktion wurde dieser Kontrollbehörde unterstellt, die Art, Menge und Verwendung der rüstungstechnisch verwendbaren Produkte festlegte. In diesem Abkommen wurden keine definitiven Bestimmungen über die deutsche Montanindustrie an der Ruhr getroffen. Solche Beschlüsse waren von der Behörde in Abstimmungen noch zu fassen, für die ein Vetorecht nicht vorgesehen war. Vorgesehen war außerdem eine Verknüpfung der Ruhrbehörde mit der Planung der OEEC, der Pariser Behörde für die wirtschaftliche Zusammenarbeit der Staaten des Marshallplans.
Marion Gräfin Dönhoff schrieb im Januar 1949 in einem Kommentar auf der Titelseite der Zeit zur Bedeutung des Ruhrstatuts:

„In jeder modernen Wirtschaft kann man über die Kontrolle der Grundstoffe: Kohle, Stahl und Roheisen praktisch die gesamte Volkswirtschaft lenken.“

Gräfin Dönhoff sah durchaus die Gefahr, dass britische wie französische Vertreter in der Internationalen Ruhrbehörde ihre Stimmen nutzen könnten, um eine unliebsame deutsche Konkurrenz in der Montanindustrie nicht wieder erwachsen zu lassen. Doch zugleich äußerte sie schon 1949, die neue Institution könnte

„[…] zur Keimzelle einer neuen europäischen Wirtschaftsauffassung und Gestaltung werden.“

Das Ruhrstatut fußte juristisch auf dem Recht der Besatzungslage. Auch wenn es eine deutsche Übersetzung des Textes des Abkommens gab, waren seine verbindlichen Versionen der englische oder französische Text. Offizielle Sprachen der Ruhrbehörde waren Englisch und Französisch.

### Geltungsbereich
Als Ruhr wurden in der Anlage zum Ruhrstatut das Ruhrgebiet, aber auch einige angrenzende Landkreise, sowie die industrialisierten Großstädte des bergischen Landes und der Raum Düsseldorf definiert. In West-Ost-Richtung erstreckte sich das Gebiet in den maximalen Ausdehnungen des Siedlungsverbandes Ruhrkohlenbezirk, vom Landkreis Geldern an der niederländischen Grenze bis zum Kreis Unna und weiter bis zum Landkreis Beckum im östlichen Münsterland. In letzterem bestand Steinkohleförderung in Ahlen und Heessen. Der nördlichste Punkt des Gebiets lag im Landkreis Rees, den südlichen Schluss bildete die Linie Düsseldorf–Remscheid.
Im Einzelnen wurden in der Anlage genannt: die Gebiete der Stadtkreise Bochum, Bottrop, Castrop-Rauxel, Dortmund, Duisburg, Düsseldorf, Essen (im Entwurf des Abkommens: Landkreis Essen), Gelsenkirchen, Gladbeck, Hagen, Hamm, Herne, Iserlohn, Krefeld (im Entwurf: Landkreis Krefeld-Uerdingen), Lünen, Mülheim a. d. Ruhr, Neuss, Oberhausen, Recklinghausen, Remscheid, Solingen, Wanne-Eickel, Wattenscheid, Witten und Wuppertal, sowie die Landkreise Beckum, Dinslaken, Düsseldorf-Mettmann, Ennepe-Ruhr-Kreis, Geldern, Iserlohn, Lüdinghausen, Moers, Recklinghausen, Rees und Unna, jeweils im Bestand von 1949.

### Internationale Ruhrbehörde
Die Behörde bestand aus einem Rat, zusammengesetzt aus Vertretern der Signatarregierungen und der Bundesrepublik Deutschland. Im Rat waren vertreten: Belgien, die Niederlande und Luxemburg mit je einer Stimme, die Vereinigten Staaten, das Vereinigte Königreich, Frankreich mit je drei Stimmen und, nach seinem Beitritt zum Abkommen, die Bundesrepublik Deutschland, ebenfalls mit drei Stimmen. In der Summe waren dies 15 Stimmen. In der Regel wurden Entscheidungen mit einer Mehrheit von acht Stimmen angenommen. Vertreter der Signatarstaaten führten jeweils sechs Monate lang den Vorsitz im Rat. Frankreich wurde von 1950 bis 1952 durch Alain Poher im Rat vertreten, der zeitweilig auch Präsident des Rates war.
Unterstützt wurde der Rat von einem Sekretariat, an dessen Spitze ein Generalsekretär stand. Generalsekretär der Ruhrbehörde wurde der belgische Jurist und UN-Politiker Georges Kaeckenbeeck.

### Sitz der Behörde

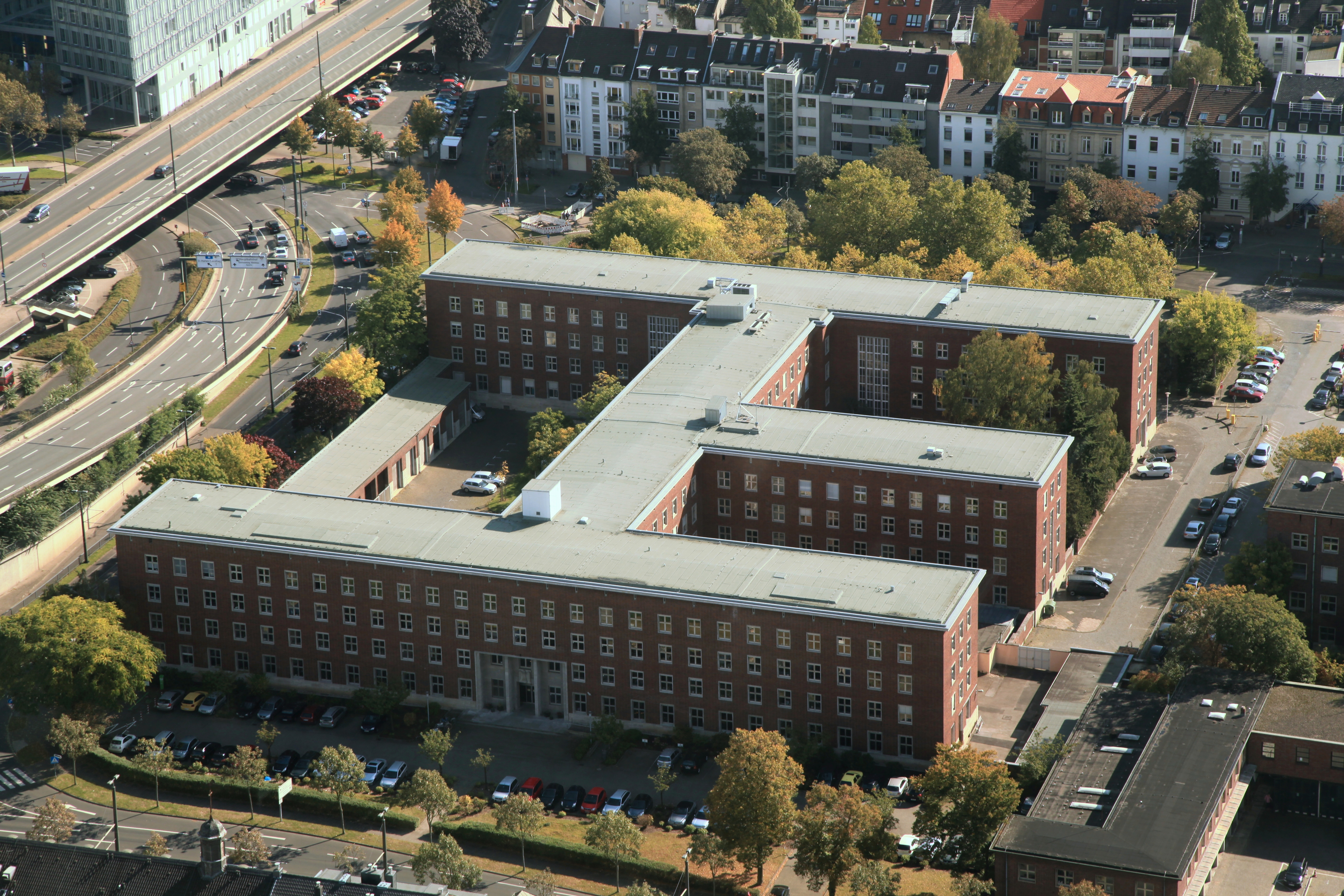
Atlantikhaus, 2012, heute Ministerium für Heimat, Kommunales, Bau und Digitalisierung des Landes Nordrhein-Westfalen

Nach dem Ruhrstatut sollte der Sitz der Behörde in einem Ort im Land Nordrhein-Westfalen vom Rat bestimmt werden. Die Behörde erhielt ihren Sitz in Düsseldorf im Atlantikhaus der ehemaligen Oberfinanzdirektion in der Kavalleriestraße (heute Jürgensplatz 1), das bereits zuvor von britischen Besatzungsbehörden genutzt worden war.

### Beitritt der Bundesrepublik Deutschland zur Ruhrbehörde
Das Ruhrstatut erlaubte in Artikel 9 einen Beitritt durch die Bundesregierung. Zunächst war jedoch nur ein deutscher Beobachter in der Internationalen Behörde für die Ruhr zugelassen. Nach dem Schluss des Petersberger Abkommens entsandte die Bundesregierung stimmberechtigte Vertreter in die Ruhrbehörde. Adenauer schlug im Herbst 1949 vor, einer der drei deutschen Vertreter solle ein Gewerkschafter sein.
Die deutsche Delegation nahm ab dem 17. Dezember 1949 ihre Tätigkeit auf. Deutsche Vertreter bei der Internationalen Ruhrbehörde waren bis Sommer 1951 Bundesminister Franz Blücher, Mitglied der FDP, dann Heinz Potthoff, Sozialdemokrat und als Gewerkschafter Mitglied der IG Metall, zuvor Stellvertreter Blüchers, schließlich, ab November 1951 Ludwig Partl, da Potthoff zur Hohen Behörde der neugegründeten Montanunion wechseln sollte.

## Hintergrund

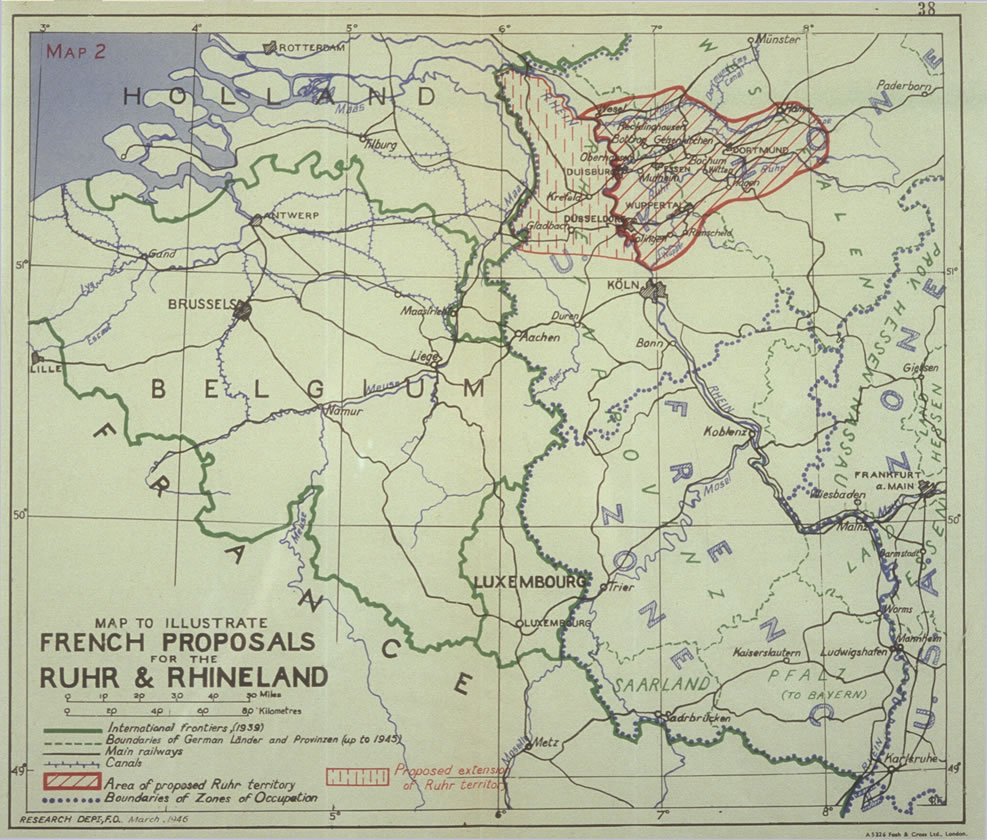
Nach dem Entwurf Monnets von 1946 sollte das Ruhrgebiet und angrenzende Region von Deutschland getrennt werden

### Vorgeschichte
Nach dem Ende des Zweiten Weltkriegs forderten die Besatzungsmächte, allen voran die Briten als Besatzer im Ruhrgebiet, dass die „Waffenschmiede des Deutschen Reiches“ unschädlich zu machen sei. Auch die anderen Siegerstaaten verfolgten anfangs dieses Ziel: Frankreich forderte, basierend auf dem Monnet-Plan, das Ruhrgebiet von Deutschland abzutrennen; die Sowjetunion wollte die Kohle- und Stahl-Region internationaler Kontrolle unterstellen, und die USA forderten eine Sonderkontrolle über das Ruhrgebiet.
Mit Gründung des Landes Nordrhein-Westfalen 1946 war das Ruhrgebiet dem Einfluss Frankreichs und der Sowjetunion weitgehend entzogen. Trotz partieller Produktionsbeschränkungen und -verbote und trotz Demontagen war die Stahlproduktion an der Ruhr wieder aufgenommen. Insbesondere die Amerikaner erkannten bald, dass Rohstoffe und Produkte aus der wichtigsten deutschen Industrieregion für den Wiederaufbau des kriegszerstörten Landes unverzichtbar waren. Im Verlauf des Jahres 1948 übertraf die Stahlproduktion in der Bizone diejenige Frankreichs.

### Situation 1948/49
Mit den Plänen zur Gründung der Bundesrepublik und der Übergabe staatlicher Souveränität an West-Deutschland erneuerte Frankreich seine Forderung der Kontrolle der rüstungstechnisch relevanten Industrie an der Ruhr und damit eine Einschränkung der Souveränität des westdeutschen Staates. Gleichzeitig sollte jedoch auch eine Einbindung der deutschen Volkswirtschaft in ein europäisches Wirtschaftssystem sichergestellt sein, wie sie dem Potsdamer Abkommen und den Zielen des Marshallplans entsprach. In dieser Situation wurde von den Vertretern Belgiens, Frankreichs, Luxemburgs, den Niederlanden, des Vereinigten Königreichs und der Vereinigten Staaten von Amerika am 28. Dezember 1948 das Londoner Deutschland-Kommuniqué mit dem Entwurf eines Abkommens über die Errichtung einer Internationalen Ruhrbehörde veröffentlicht. Das Abkommen selbst wurde schließlich im April 1949, rund einen Monat vor Inkrafttreten des Grundgesetzes, von den Signatarregierungen ratifiziert.
Mit dem Ruhrstatut war die Demontagepolitik noch nicht vollständig beendet. Noch am 13. Juni 1949 gingen belgische Soldaten gegen deutsche Arbeiter vor, die mit Barrikaden die Demontage eines Hydrierwerks verhindern wollten. Erst durch das Petersberger Abkommen vom 22. November 1949 wurde die Demontagepolitik revidiert. Ende 1950 wurde die Demontage in der Bundesrepublik schließlich eingestellt.

## Nachfolgeregelung

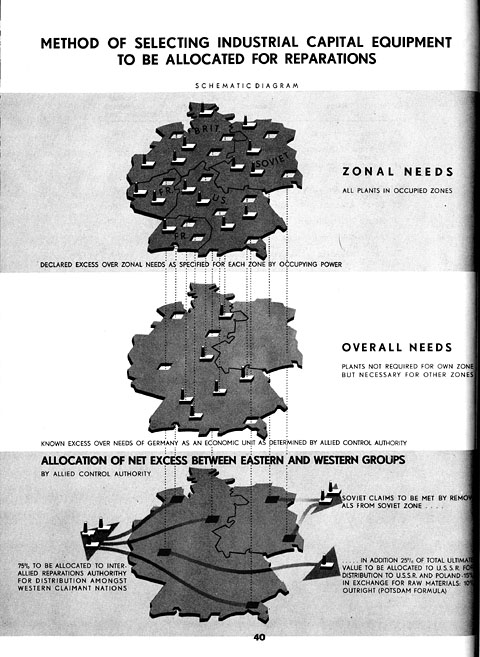
Demontage: Aufteilung der deutschen Industrieanlagen. Zwischen 31. März 1946 und August 1947 wurden 11.100 Tonnen deutsche Industrieanlagen aus den westlichen Besatzungszonen in die Sowjetunion gebracht. Ende 1950 wurde die Demontage in der Bundesrepublik schließlich eingestellt.

Im Mai 1950 stellte der französische Außenminister Robert Schuman seinen Plan vor, die französische sowie die deutsche Kohle- und Stahlproduktion unter eine gemeinsame Oberste Aufsichtsbehörde zu stellen. Diese Organisation sollte anderen Ländern zum Beitritt offenstehen. Beteiligt an der Entwicklung des Plans war wiederum Jean Monnet. Der französische Außenminister hatte im Vorfeld der Verkündung auch Kontakt zu Georges Kaeckenbeeck.
Aus dem Schuman-Plan wurde die Idee der Gründung einer Europäischen Gemeinschaft für Kohle und Stahl entwickelt. Der Vertrag über die Gründung dieser Europäischen Gemeinschaft für Kohle und Stahl (Montanunion) wurde am 18. April 1951 unterzeichnet. Am 19. Oktober 1951 wurde das Protokoll über den Entwurf eines Abkommens zur Beendigung des Abkommens über die Ruhr in Paris angenommen, in dem festgelegt wurde, dass dieser Entwurf unterzeichnet werden sollte, sobald der Vertrag über die Gründung der Europäischen Gemeinschaft für Kohle und Stahl in Kraft getreten sei. Der Vertrag zur Montanunion trat am 23. Juli 1952 in Kraft. Die Internationale Ruhrbehörde wurde in der Folge bis Februar 1953 aufgelöst. Die Montanunion bestand bis 2002 und wurde zur Keimzelle der Europäischen Union.

## Kontroversen
Auf deutscher Seite fand das Ruhrstatut deutliche Kritik. Die DDR sah wie die Sowjetunion im Ruhrstatut eine neue Wirtschaftszusammenballung unter kapitalistischer Regie. Die DDR nannte die Gründung der NATO drei Wochen zuvor in einem Atemzug mit der
„Errichtung einer internationalen Ruhrbehörde (Ruhrstatut) unter Ausschluß der UdSSR mit dem Ziel, die ehemalige Waffenschmiede des Hitlerreiches in die rüstungspolitischen Interessen der Unterzeichner und NATO-Staaten einzubinden (Entscheidungen über Aufteilung der Kohle, Koks und Stahlproduktion). Es wurden die Weichen gestellt für die Bildung eines westdeutschen Separatstaates.“
Aber auch aus westdeutschem Lager kam Kritik. Die Landesregierung Nordrhein-Westfalens unter Ministerpräsident Karl Arnold versuchte bereits 1948, vor der Veröffentlichung des Ruhrstatuts, durch eine Vielzahl von Denkschriften, durch die Mobilisierung der Amtskollegen in den anderen Ländern und durch eine Medienkampagne in ausländischen, vor allem britischen und amerikanischen Zeitungen, für den Standpunkt zu werben, dass das geplante Ruhrstatut verändert werden müsse, weil es Deutschland diskriminiere und in seiner Bewegungsfreiheit verhängnisvoll einschränke. Er sprach sich für eine stärkere deutsche Beteiligung an den Entscheidungsgremien der Internationalen Ruhrbehörde aus und verlangte eine Ausdehnung des Statuts auf alle übrigen gleichartigen industriellen Schwerpunkte Europas.
1949 urteilte der Wirtschaftsdirektor und spätere Bundeskanzler Ludwig Erhard:
„Das Ruhrstatut ist der tragische Fehlschlag der Nachkriegszeit. […] Die letzte Konsequenz des Statuts ist, daß die soziale Lebensführung, der Lebensstandard des deutschen Volkes, jetzt nicht mehr abhängig ist von deutschen Bestrebungen, deutschem Fleiß und deutscher Sozialpolitik, sondern vom Votum der Interessenten und Konkurrenten der deutschen Wirtschaft.“
In einer Bundestagsdebatte am 25. November 1949 zur Unterzeichnung des Petersberger Abkommens und dem damit verbundenen Beitritt Deutschlands zur Ruhrbehörde sagte Bundeskanzler Konrad Adenauer: 
„Hätte ich ein Gesetz machen lassen, wäre bis zu seiner endgültigen Beschließung nach etwa acht Wochen die Demontage in ein für uns unerträgliches Stadium vorgeschritten.“
Der Parteivorsitzende der SPD, Kurt Schumacher, nannte Adenauer in diesem Zusammenhang in einer Debatte am 25. November 1949 im Deutschen Bundestag den „Bundeskanzler der Alliierten“. Dies brachte Kurt Schumacher einen Ordnungsruf des Bundestagspräsidenten Erich Köhler ein. Schumacher wurde nach Sitzungsunterbrechung für eine Sitzung des Ältestenrates vom Bundestagspräsidenten für 20 Sitzungstage von den Verhandlungen ausgeschlossen. Konrad Adenauer und Kurt Schumacher versöhnten sich eine Woche später in einer gemeinsamen Erklärung.